# Bothaiak
A bothaiak vagy bothanok a Csillagok háborúja elképzelt univerzumának egyik értelmes népe, ami a Bothawui nevű bolygón él.

## Leírásuk
A bothaiak körülbelül 1,5 méter magas, bundás főleg főemlősszerű élőlények, amelyek igen kételkedők és befolyásolók. Sok bothai kémkedéssel és politikai cselszövéssel foglalkozik. Őshazájukon kívül több más kolóniában előfordulnak. A különböző állományok különböző arc-megjelenéssel és testfelépítéssel rendelkeznek. Például vannak, akiknek szemfogaik nagyobbra nőttek és vannak, akik macskaszerűek vagy pedig lószerűek.

## Megnevezett bothaiak
- Eramuth Bwua'tu – férfi; ügyvéd
- Nek Bwua'tu – férfi; hajóstiszt, később tengernagy
- Yantahar Bwua'tu – férfi; jedi lovag
- Borsk Fey'lya – férfi; politikus
- Glynn-Beti – nő; jedi mester
- Kolir Hu'lya – nő; jedi lovag
- Asyr Sei'lar – nő; vadászpilóta
- Utric Sandov – férfi; kém
- Hosk Trey'lis – férfi; jedi lovag és orvos
- Kai Hudorra – férfi; jedi mester
- Traest Kre'fey – férfi; tengernagy
- Knol Ven'nari – nő; jedi mester
- Oryon – férfi; kém
- Narsk Ka'hane – férfi; kém
- Yaqeel Saav'etu – nő; jedi lovag
- Koth Melan – férfi; kémfőnök

## Fordítás
- Ez a szócikk részben vagy egészben  a   List of Star Wars creatures című angol Wikipédia-szócikk ezen változatának fordításán alapul.  Az eredeti cikk szerkesztőit annak laptörténete sorolja fel. Ez a jelzés csupán a megfogalmazás eredetét és a szerzői jogokat jelzi, nem szolgál a cikkben szereplő információk forrásmegjelöléseként.